# El Sueño de Morfeo
El Sueño de Morfeo forkortet ESDM. var en spansk trio, som repræsenterede Spanien til Eurovision Song Contest 2013 i Malmø, Sverige med sangen "Contigo hasta el final", hvor de placerede sig på en 25. plads ud af 26 i finalen, med 8 points kun med point fra 2 lande henholdsvis 2 fra Italien og 6 fra Albanien.